# 波恩纳
波恩納（英文：Boyanup）是一個位於西澳大利亞州西南区西南公路旁，西南区农业区的一個小鎮。波恩納位於珀斯以南195公里，以及位於班伯里以東南18公里。據2006年人口統計，波恩納的人口為615人。

## 名字來源
波恩納的名字演變自原住民農噶爾的名詞。「波恩納」可拆分為「波恩」和「納」。「波恩」（Boya）意指石頭和岩石，而納是指地方。因為波恩納一帶盛產石英，因此波恩納意為「石英的地方」。
歐洲探險者於1852年首次接觸波恩納這個名字。於1869年，西澳政府在波恩納附近進行道路勘勘測，並在勘测報告中指出這一帶名為「波依納」（Boyinup）。

## 歷史
波恩納位于普雷斯顿河岸边，而首個到達這一帶的歐洲人為班伯里船长。班伯里於1880年代期間到達波恩納，並認為波恩納非常適合耕作。
於1888年，一段由波恩納到班伯里的铁路完成建設，而該小镇亦首次刊登在宪报上。於1894年，波恩納正式由定居點變成小鎮。於該年波恩納僅僅擁有人口198人（103男性和95女性）。

## 現況
位於城鎮以東北5.1（3英里）的瑜伽納北部矿場為伊鲁加资源公司擁有。該矿場負責开采和分离矿砂。位於波恩納內的波恩納地区农贸市场由一班農夫建立於2003年11月。這些農夫建立农贸市场的目的是為了方便他們銷售農作物。农贸市场主要銷售農產品如蔬菜、水果等。
波恩納擁有一間交通博物馆。另外，小鎮附近亦有一些优美的海滩，以及合適進行帆船、划船和釣魚活動的海滩和海灣。而小鎮的主街道為西南公路，而西南公路在小鎮內的路段又名丰收公路。同時，波恩纳因位於公路路途，因此亦擁有一些住宿加早餐酒店。

## 氣候
波恩纳的氣候類型為地中海型，並且擁有温暖的夏天和暖和的冬天。波恩纳 的年均降雨量逾700毫米，平均最高溫度約為23°C，而平均最低溫度則為11°C。